# Filippo Sgarbi
Filippo Lorenzo Sgarbi (Casciago, 29 dicembre 1997) è un calciatore italiano, difensore del Padova.

## Caratteristiche tecniche
Difensore centrale dal fisico imponente, è molto bravo nel gioco aereo e abile nell'impostazione della manovra; ha dichiarato di ispirarsi a Kōstas Manōlas.

## Carriera
Muove i suoi primi passi nel Varese dove resta per tre stagioni prima di passare nel settore giovanile dell'Inter con cui gioca per cinque stagioni. Nell'estate del 2015 viene ceduto in prestito al Vicenza con cui trascorre la stagione in Primavera, venendo inoltre convocato con la prima squadra per la sfida di Coppa Italia, poi persa, contro il Carpi. Il 25 luglio 2016 passa in prestito alla Caronnese, club lombardo militante in Serie D, con cui disputa un'ottima stagione a livello individuale. Il 17 luglio 2017 si trasferisce al Südtirol, con cui si impone fin da subito come titolare nel ruolo. Il 2 luglio 2018 viene acquistato a titolo definitivo dal Perugia, con cui firma un triennale; il 31 luglio 2020 segna la sua prima rete con gli umbri nella sconfitta per 3-1 in casa del Venezia. Il 28 gennaio 2021 prolunga con la squadra umbra fino al 2024.
Il 18 agosto 2023 viene acquistato dal Cosenza, con la quale gioca solo otto partite. 
Il 25 gennaio 2024 viene ceduto in prestito alla Ternana. Debutta con gli umbri solamente due giorni dopo subentrando nel finale della gara persa per 1-0 contro il Venezia. Diventa ben presto titolare ed il 17 febbraio successivo segna la sua unica rete con questa maglia nel successo per 2-0 in casa della Reggiana. Tuttavia, durante un allenamento a fine marzo si infortuna rimediando la rottura del tendine di Achille che fa terminare anzitempo la sua stagione, concludendo la sua esperienza con la Ternana con nove presenze ed una rete.
Nella stagione successiva torna a Cosenza dove rientra dall'infortunio a fine novembre ritrovando il campo il 21 dicembre 2024 nella sconfitta esterna per 1-0 contro la Carrarese. Nel girone di ritorno trova una discreta continuità nel minutaggio cosa che però non si può dire nei risultati di squadra che termina in ultima posizione, retrocedendo.
Rimasto svincolato, il 19 agosto viene ufficializzato il suo passaggio al Padova, neopromosso in Serie B.

## Statistiche

### Presenze e reti nei club
Statistiche aggiornate al 19 agosto 2025.
| Stagione        | Squadra         | Campionato      | Campionato | Campionato | Coppe nazionali | Coppe nazionali | Coppe nazionali | Coppe continentali | Coppe continentali | Coppe continentali | Altre coppe | Altre coppe | Altre coppe | Totale | Totale |
| Stagione        | Squadra         | Comp            | Pres       | Reti       | Comp            | Pres            | Reti            | Comp               | Pres               | Reti               | Comp        | Pres        | Reti        | Pres   | Reti   |
| --------------- | --------------- | --------------- | ---------- | ---------- | --------------- | --------------- | --------------- | ------------------ | ------------------ | ------------------ | ----------- | ----------- | ----------- | ------ | ------ |
| 2016-2017       | Caronnese       | D               | 31+1       | 1+0        | CI+CI-D         | 1+0             | 0               | -                  | -                  | -                  | -           | -           | -           | 33     | 1      |
| 2017-2018       | Südtirol        | C               | 32+3       | 2+0        | CI+CI-C         | 0+1             | 0               | -                  | -                  | -                  | -           | -           | -           | 36     | 2      |
| 2018-2019       | Perugia         | B               | 13         | 0          | CI              | -               | -               | -                  | -                  | -                  | -           | -           | -           | 13     | 0      |
| 2019-2020       | Perugia         | B               | 25+2       | 1+0        | CI              | 4               | 1               | -                  | -                  | -                  | -           | -           | -           | 31     | 2      |
| 2020-2021       | Perugia         | C               | 21         | 1          | CI              | 1               | 0               | -                  | -                  | -                  | SC          | 2           | 0           | 24     | 1      |
| 2021-2022       | Perugia         | B               | 33+1       | 1+0        | CI              | 2               | 0               | -                  | -                  | -                  | -           | -           | -           | 36     | 1      |
| 2022-2023       | Perugia         | B               | 34         | 0          | CI              | 1               | 0               | -                  | -                  | -                  | -           | -           | -           | 35     | 0      |
| Totale Perugia  | Totale Perugia  | Totale Perugia  | 126+3      | 3          |                 | 8               | 1               |                    | -                  | -                  |             | 2           | 0           | 139    | 4      |
| 2023-gen. 2024  | Cosenza         | B               | 8          | 0          | CI              | -               | -               | -                  | -                  | -                  | -           | -           | -           | 8      | 0      |
| gen.-giu. 2024  | Ternana         | B               | 9          | 1          | CI              | -               | -               | -                  | -                  | -                  | -           | -           | -           | 9      | 1      |
| 2024-2025       | Cosenza         | B               | 15         | 0          | CI              | -               | -               | -                  | -                  | -                  | -           | -           | -           | 15     | 0      |
| Totale Cosenza  | Totale Cosenza  | Totale Cosenza  | 23         | 0          |                 | 0               | 0               |                    | -                  | -                  |             | -           | -           | 23     | 0      |
| 2025-2026       | Padova          | B               | -          | -          | CI              | -               | -               | -                  | -                  | -                  | -           | -           | -           | -      | -      |
| Totale carriera | Totale carriera | Totale carriera | 221+7      | 7          |                 | 10              | 1               |                    | -                  | -                  | -           | 2           | 0           | 240    | 8      |

## Palmarès

### Club

#### Competizioni nazionali
- Serie C: 1

Perugia: 2020-2021 (girone B)